# Coupe Spengler 1973
Navigation
Édition précédente Édition suivante
La Coupe Spengler 1973 est la 47e édition de la Coupe Spengler. Elle se déroule en décembre 1973 à Davos, en Suisse.

## Règlement du tournoi
Les équipes sont regroupés au sein d'un seul groupe. Les équipes jouent un match contre chacune des autres équipes. Le premier de la poule est déclaré vainqueur de la Coupe Spengler.

## Résultats des matchs et classement
| Clt   | Équipe               | PJ | V | D | N | BP | BC | Pts |
| ----- | -------------------- | -- | - | - | - | -- | -- | --- |
| +001, | Slovan Bratislava    | 4  | 4 | 0 | 0 | 25 | 7  | 8   |
| +002, | Traktor Tcheliabinsk | 4  | 3 | 1 | 0 | 29 | 10 | 6   |
| +003, | Jokerit Helsinki     | 4  | 2 | 2 | 0 | 22 | 22 | 4   |
| +004, | EV Füssen            | 4  | 1 | 3 | 0 | 5  | 13 | 2   |
| +005, | HC Davos             | 4  | 0 | 4 | 0 | 7  | 36 | 0   |

- Vainqueur de la compétition